# Världsmästerskapen i bågskytte 1948
Världsmästerskapen i bågskytte 1948 arrangerades i London i Storbritannien mellan den 9 och 14 augusti 1948.

## Medaljsummering

### Recurve
| Event                          | Guld                             | Silver                   | Brons                |
| Herrarnas individuella tävling | Hans Deutgen (SWE)               | Einar Tang-Holbeck (DEN) | Josef Brejcha (TCH)  |
| Damernas individuella tävling  | Petronella de Wharton-Burr (GBR) | Dana Picková (TCH)       | Helena Sachová (TCH) |
| Herrarnas lag                  | Sverige                          | Danmark                  | Tjeckoslovakien      |
| Damernas lag                   | Tjeckoslovakien                  | Storbritannien           | Danmark              |

### Medaljtabell
| Pl. | Nation          | Guld | Silver | Brons | Totalt |
| --- | --------------- | ---- | ------ | ----- | ------ |
| 1   | Sverige         | 2    | -      | -     | 2      |
| 2   | Tjeckoslovakien | 1    | 1      | 3     | 5      |
| 3   | Storbritannien  | 1    | 1      | -     | 2      |
| 4   | Danmark         | -    | 2      | 1     | 3      |